# 波科斯纳亚河
波科斯纳亚河（俄語：Река Покосная）是萨哈林州烏格列戈爾斯克區的河流，源起拉马农山脉，长33公里，流域面积150平方公里，在波列切村注入鞑靼海峡，下游宽10米，深0.7米。

## 引用
1. ↑  М·Г·瓦西科夫斯基. . 列宁格勒: 气象出版社. 1973 （俄语）.
2. ↑  . 国家水登记处.   [2024-01-03]. （原始内容存档于2024-01-03） （俄语）.